# 阮文矯
阮文矯（1916年—？），也譯作阮文喬，原越南共和國總統阮文紹的兄長，曾任越南共和國駐中華民國大使，也是該國駐中華民國的末任大使。

## 生平
1916年，阮文矯出生於潘郎。他是阮文紹總統的胞兄，阮文孝（曾任越南共和國駐澳洲大使）的弟弟。
1954年，阮文矯任保大同法國談判越南獨立問題的越南代表團顧問。
1975年越南共和國滅亡後，越南共和國駐臺北大使館於5月5日關閉。後全家定居臺灣，並出任聯盟國際投資股份有限公司董事長，1989年以後據說在加拿大蒙特利爾居住。

## 個人生活
阮文矯是天主教徒，已婚。1975年10月曾告訴媒體自己有三個女兒正在英國讀書。